# San Mateo Tlapiltepec
San Mateo Tlapiltepec es una localidad del estado mexicano de Oaxaca. Es cabecera del municipio de San Mateo Tlapiltepec.

## Demografía
| Censo | Población |
| ----- | --------- |
| 1900  | 1074      |
| 1910  | 1226      |
| 1921  | 938       |
| 1930  | 1040      |
| 1940  | 1000      |
| 1950  | 834       |
| 1960  | 629       |
| 1970  | 474       |
| 1980  | 362       |
| 1990  | 261       |
| 1995  | 235       |
| 2000  | 225       |
| 2005  | 222       |
| 2010  | 230       |
| 2020  | 220       |